# Yū Serizawa
Yū Serizawa (芹澤優?, Serizawa Yū; Tokyo, 3 dicembre 1994) è un'attrice, doppiatrice e cantante giapponese.
Come doppiatrice, è affiliata alla 81 Produce. È anche membro del gruppo idol i☆Ris.

## Ruoli

### Anime
| Anno | Titolo                                                                     | Ruolo                       | Appunti          |
| ---- | -------------------------------------------------------------------------- | --------------------------- | ---------------- |
| 2013 | Dog & Scissors                                                             | Maxi Akizuki                | [ 2 ]            |
| 2013 | Freezing Vibration                                                         | Female student A            |                  |
| 2013 | Gon                                                                        | Baby Pusuke, Rabbit 2, Pepe |                  |
| 2013 | Mushibugyō                                                                 | Tenma Ichinotani            | [ 3 ]            |
| 2013 | Pretty Rhythm: Rainbow Live                                                | Ann Fukuhara                | Ruolo principale |
| 2014 | Battle Spirits: Saikyou Ginga Ultimate Zero                                | Fairy                       |                  |
| 2014 | Parasyte: The Maxym                                                        | Casalinga (ep. 8), Makiko   | [ 5 ]            |
| 2014 | PriPara                                                                    | Mirei Minami                | [ 6 ] [ 7 ]      |
| 2014 | When Supernatural Battles Became Commonplace                               | Aki Natsu                   |                  |
| 2014 | Wizard Barristers                                                          | Nyanyai                     |                  |
| 2015 | My Monster Secret                                                          | Yōko Shiragami              | [ 8 ]            |
| 2015 | Noragami Aragoto                                                           | Ayaha                       |                  |
| 2015 | Ore ga ojō-sama gakkō ni "shomin sample" toshite rachirareta ken           | Aika Tenkūbashi             | [ 9 ]            |
| 2016 | Twin Star Exorcists                                                        | Mayura Otomi                | [ 10 ]           |
| 2016 | Love Live! Sunshine!!                                                      | Mutsu                       |                  |
| 2017 | Idol Time PriPara                                                          | Mirei Minami, Chuppe        |                  |
| 2017 | Kado: The Right Answer                                                     | Yukika Shindō               |                  |
| 2017 | Kakegurui - Compulsive Gambler                                             | Yumemi Yumemite             | [ 11 ]           |
| 2018 | How Not to Summon a Demon Lord                                             | Shera L. Greenwood          | [ 12 ]           |
| 2018 | Kiratto Pri Chan                                                           | Anna Akagi                  | [ 13 ]           |
| 2018 | Magical Girl Site                                                          | Nijimi Anazawa              | [ 14 ]           |
| 2018 | Mr. Tonegawa: Middle Management Blues                                      | Zawa Voice (003)            |                  |
| 2018 | Million Arthur                                                             | Brigitte                    | [ 15 ]           |
| 2018 | Real Girl                                                                  | Iroha Igarashi              | [ 16 ]           |
| 2019 | How Clumsy you are, Miss Ueno                                              | Ueno                        | [ 17 ]           |
| 2019 | Kakegurui XX                                                               | Yumemi Yumemite             |                  |
| 2019 | Million Arthur 2nd Season                                                  | Brigitte                    |                  |
| 2019 | Real Girl 2nd Season                                                       | Iroha Igarashi              |                  |
| 2020 | Show by Rock!! Mashumairesh!!                                              | Sumomone                    | [ 18 ]           |
| 2020 | Seton Academy: Join the Pack!                                              | Mei Mei                     | [ 19 ]           |
| 2020 | Black Clover                                                               | Lolopechka                  | [ 20 ]           |
| 2020 | Fly Me to the Moon                                                         | Kaname Arisugawa            | [ 21 ]           |
| 2021 | Show by Rock!! Stars!!                                                     | Sumomone                    |                  |
| 2021 | Let's Make a Mug Too                                                       | Mika Kukuri                 | [ 22 ]           |
| 2021 | How Not to Summon a Demon Lord Ω                                           | Shera L. Greenwood          | [ 23 ]           |
| 2021 | Banished from the Hero's Party                                             | Tanta                       | [ 24 ]           |
| 2021 | Build Divide -#00000 (Code Black)-                                         | Kikka                       | [ 25 ]           |
| 2021 | 180-Byō de Kimi no Mimi o Shiawase ni Dekiru ka?                           | Nanako                      | [ 26 ]           |
| 2022 | Life with an Ordinary Guy Who Reincarnated into a Total Fantasy Knockout   | Muria                       | [ 27 ]           |
| 2022 | Princess Connect! Re:Dive Season 2                                         | Ayane                       | [ 28 ]           |
| 2022 | Build Divide -#00000 (Code White)-                                         | Kikka                       |                  |
| 2022 | Shine Post                                                                 | Ren Kurogane                | [ 29 ]           |
| 2022 | The Little Lies We All Tell                                                | Tsubasa                     | [ 30 ]           |
| 2023 | Giant Beasts of Ars                                                        | Myaa                        | [ 31 ]           |
| 2023 | Handyman Saitou in Another World                                           | Raichee                     | [ 32 ]           |
| 2023 | In Another World with My Smartphone 2nd Season                             | Hildegard Minas Lestia      | [ 33 ]           |
| 2023 | Fly Me to the Moon 2nd Season                                              | Kaname Arisugawa            |                  |
| 2023 | Magical Destroyers                                                         | Slayer                      | [ 34 ]           |
| 2023 | Rent-A-Girlfriend 3rd Season                                               | Mini Yaemori                | [ 35 ]           |
| 2023 | I'm in Love with the Villainess                                            | Rae Taylor                  | [ 36 ]           |
| 2023 | MF Ghost                                                                   | Nozomi Kitahara             | [ 37 ]           |
| 2023 | TenPuru                                                                    | Tsukuyo Aoba                | [ 38 ]           |
| 2025 | I May Be a Guild Receptionist, But I'll Solo Any Boss to Clock Out on Time | Laila                       | [ 39 ]           |
| 2025 | Medaka Kuroiwa Is Impervious to My Charms                                  | Mona Kawai                  | [ 40 ]           |

### Videogiochi
2014 - Granblue Fantasy (Vajra)
2015 - Fate/Grand Order (Rider/Kyokutei Bakin)
2015 - Luminous Arc Infinity (Aqua)
2016 - Idol Death Game TV (Ayaka Tennouji)
2018 - Princess Connect! Re:Dive (Ayane)
2018 - Dragalia Lost (Xiao Lei)
2021 - Blue Reflection: Second Light (Yuki Kinjou)
2022 - Goddess of Victory: Nikke (Bay)
2024 - Zenless Zone Zero (Nicole Demara)